# Ouagadougou
Ouagadougou (de vegades també escrit Uagadugu en català, i familiarment escurçat per la població local com a Ouaga) és la capital i la ciutat principal de Burkina Faso. Situada a l'altiplà central, és el centre administratiu, cultural, econòmic i de comunicacions de l'estat i la capital de la província de Kadiogo. Les llengües de la ciutat són el francès (oficial) i els parlars locals moré, dioula i ful.
Les indústries principals de la ciutat són l'alimentària i la tèxtil. Té aeroport internacional i connexió ferroviària amb Abidjan (Costa d'Ivori) i Kaya (al nord del país), i carreteres que la uneixen amb Niamey (Níger), Lomé (Togo), Bamako (Mali) i Accra (Ghana).
Compta amb diversos cinemes, sales de festes, galeries comercials i centres culturals. A Ouagadougou hi ha el Gran Mercat, un dels més extensos de l'Àfrica Occidental, que es va cremar el 2003 i continua tancat. Altres llocs d'interès són el Museu Nacional de Burkina Faso, el palau del Moro-Naba (el tradicional emperador mossi), el Museu Nacional de la Música i diversos mercadets d'artesania local, a més a més del parc urbà Bangr-Weoogo (antic bosc sagrat mossi) i el parc de l'Unité Pédagogique, amb animals que hi viuen en semillibertat i un jardí botànic.
La Universitat d'Ouagadougou data del 1974 i fou el primer centre d'ensenyament superior del país. Actualment n'han aparegut uns quants més, com l'EIER-ETSHER, la Universitat Politècnica, l'Institut de Ciències Informàtiques i de Gestió (ISIG), etc. Entre els esdeveniments culturals de tipus internacional que acull la ciutat destaquen, entre d'altres, el Festival Panafricà de Cinema i Televisió d'Ouagadougou (FESPACO), el Saló Internacional de l'Artesania d'Ouagadougou (SIAO), el Festival Panafricà de Música (FESPAM) i el Festival Internacional de Teatre i Titelles d'Ouagadougou (FITMO).

## Toponímia
La paraula original és "Woogrtenga" i "Wogodogo" i significa «on rebem honors, respecte».

## Geografia
La ciutat està situada aproximadament al centre del país, a la província de Kadiogo, al mig de la zona intertropical.
A uns 300 km al nord hi ha Gorom-Gorom i les portes del desert, molt a prop de Níger i Mali. A uns 200 km al sud hi ha el país de Gourounsi, en particular el poble de Tiébélé i les seves cases acolorides, però també la reserva natural de Nazinga. Ghana i Togo estan molt a prop.

### Clima
La ciutat està subjecta a un clima de sabana tropical, que inclou dues estacions: l'estació seca i l'estació plujosa.
- L'estació seca s'estén des de mitjans d'octubre fins a mitjans de maig, aproximadament. Aquesta estació es caracteritza per un temps més o menys calorós i molt sec, un sol fort i de vegades vents de pols. En aquesta temporada, podem distingir tres períodes ben marcats:
  - Des de mitjans d'octubre fins a finals de novembre, el clima sovint és molt calorós, amb temperatures mínimes al voltant dels 3 als 24 °C i màximes entre 35 i 38 °C. A l'octubre encara es poden observar alguns ruixats, però majoritàriament es mantenen localitzats i de baixa intensitat.

Ens trobem aleshores en un període de transició, entre els vents monsònics càlids i humits del sud-oest (que estan en marcada decadència, per després desaparèixer completament), i l'harmattan, calent, sec i de vegades polsós que s'imposa dia a dia.
- - Des de finals de novembre fins a mitjans de febrer bufa l'harmattan. Aporta una influència del desert, és a dir, un aire sempre molt sec, amplituds tèrmiques força grans entre el dia i la nit, un sol fort, de vegades molest per una boira de pols en suspensió. Les temperatures són molt més baixes durant aquest període: les mínimes es poden situar a 14 o 15 °C, fins i tot 12 °C molt puntuals, sobretot a finals de desembre i gener, mentre que les màximes diürnes arriben entre els 28 i 33 °C. Això fa que sigui el moment més fàcil per aclimatar-se, gràcies a les temperatures moderades i el temps majoritàriament estable.
  - Des de finals de febrer fins a finals d'abril, l'harmattan va perdent velocitat, després acaba caient completament. Separada de la influència del desert i de tota ventilació, la ciutat pateix aleshores un temps abrasador, amb dies abrasador (a partir del 38 °C a finals de febrer fins a 40-42 °C i fins i tot 43 °C a l'abril) i nits caloroses (de mitjana 24 a 26 °C almenys, fins i tot amb algunes nits en què la temperatura no baixa dels 30 °C a l'abril). Els primers ruixats tempestuosos de vegades poden caure a finals d'abril, afegint humitat a la calor, la qual cosa la fa sentir molt pesada.
- L'època de pluges, que va des de mitjans de maig fins a mitjans d'octubre aproximadament, està marcada per un cabal sud-oest: el monsó. Aporta aire càlid i humit, en el qual es desenvolupen nombrosos xàfecs i tempestes, amb un màxim a l'agost. Aquest període correspon al pas del front intertropical (ITF) sobre els països sahelians i subsahelians. Tot i les temperatures molt més moderades (mínimes a 21 °C, principalment amb pluja, màxima a 32 a 34 °C), la sensació és sempre pesada, a causa de l'elevada humitat ambiental.

## Història

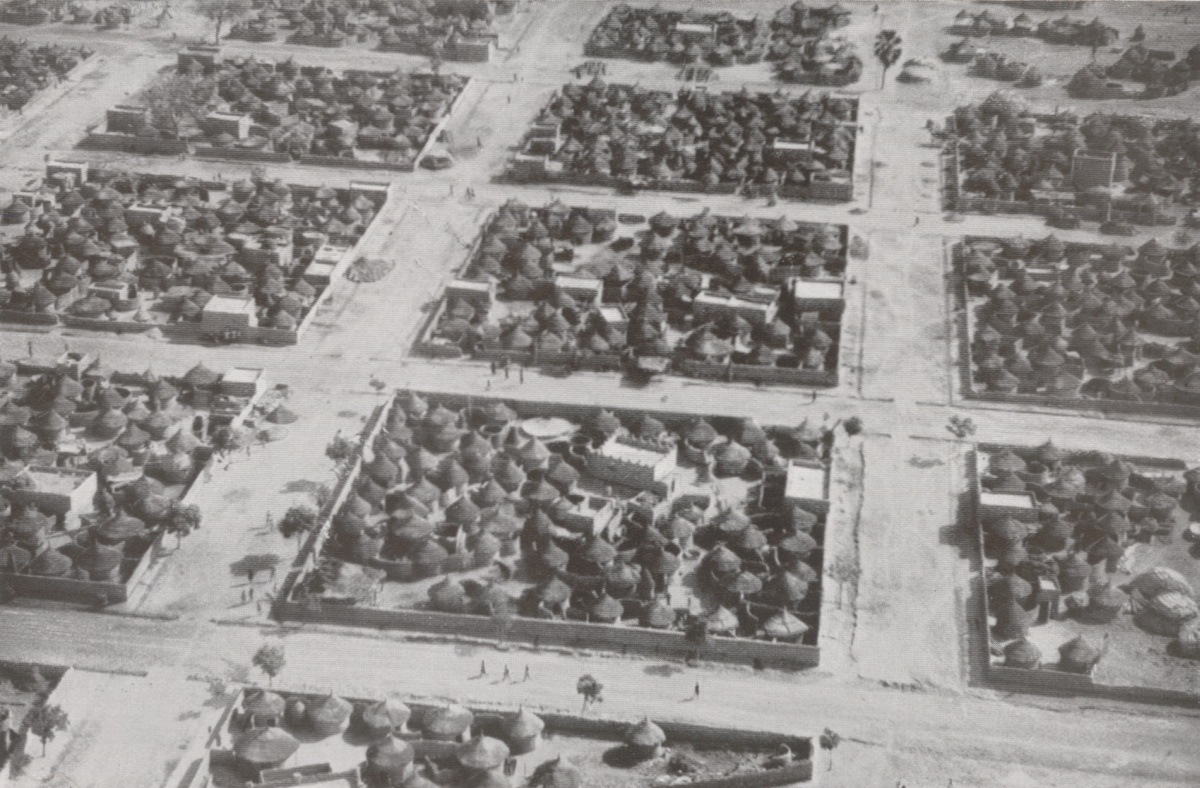
Ouagadougou el 1930. Fotografia de Walter Mittelholzer.

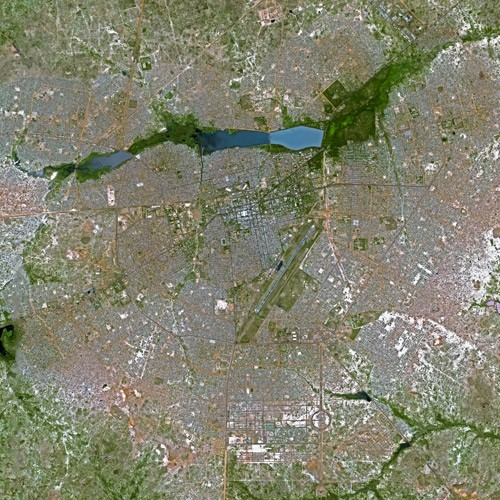
La ciutat de Ouagadougou avui, vista pel satèl·lit Spot.

Originalment, la ciutat es deia Kombemtinga, la terra de prínceps. Les versions que expliquen aquest canvi de nom són nombroses i de vegades oposades.
Amb més seguretat, podem dir que la ciutat va ser fundada al segle XI pels nyonyonsès. Per la resta, segons la versió de Larlé Naba, posseïdor dels secrets del Regne Mossi, els fundadors, sotmesos a atacs repetits d'un poble veí, van haver de demanar la protecció de l'emperador Mossi Zungrana, aleshores establert a Tenkodogo. Zungrana va confiar la defensa de la ciutat al seu fill Oubri. Els nyonyonsès es van sotmetre, i la localitat va ser batejada llavors «Wogdgo»: «Vine a honrar-me». Aquest nom hauria evolucionat per donar Woghodogo, després Ouagadougou en la seva versió occidentalitzada.
El nom de Ouagadougou es remunta al segle xv. Aleshores, la regió era habitada per dues tribus diferents, la dels nyonyonsé i la dels mossi, que van estar permanentment en conflicte fins al 1441, quan Wubri, heroi nyonyonsé i una figura important en la història de Burkina Faso, va dur la seva tribu a la victòria. Fou llavors que va rebatejar la regió de Kombemtinga, «la terra dels guerrers», com en deien els Regnes Mossi, amb el nom de Wogodogo, «on la gent és honorada i respectada». Ouagadougou seria, doncs, una derivació de Wogodogo passada per l'ortografia afrancesada, habitual a les antigues colònies africanes de l'Estat francès.

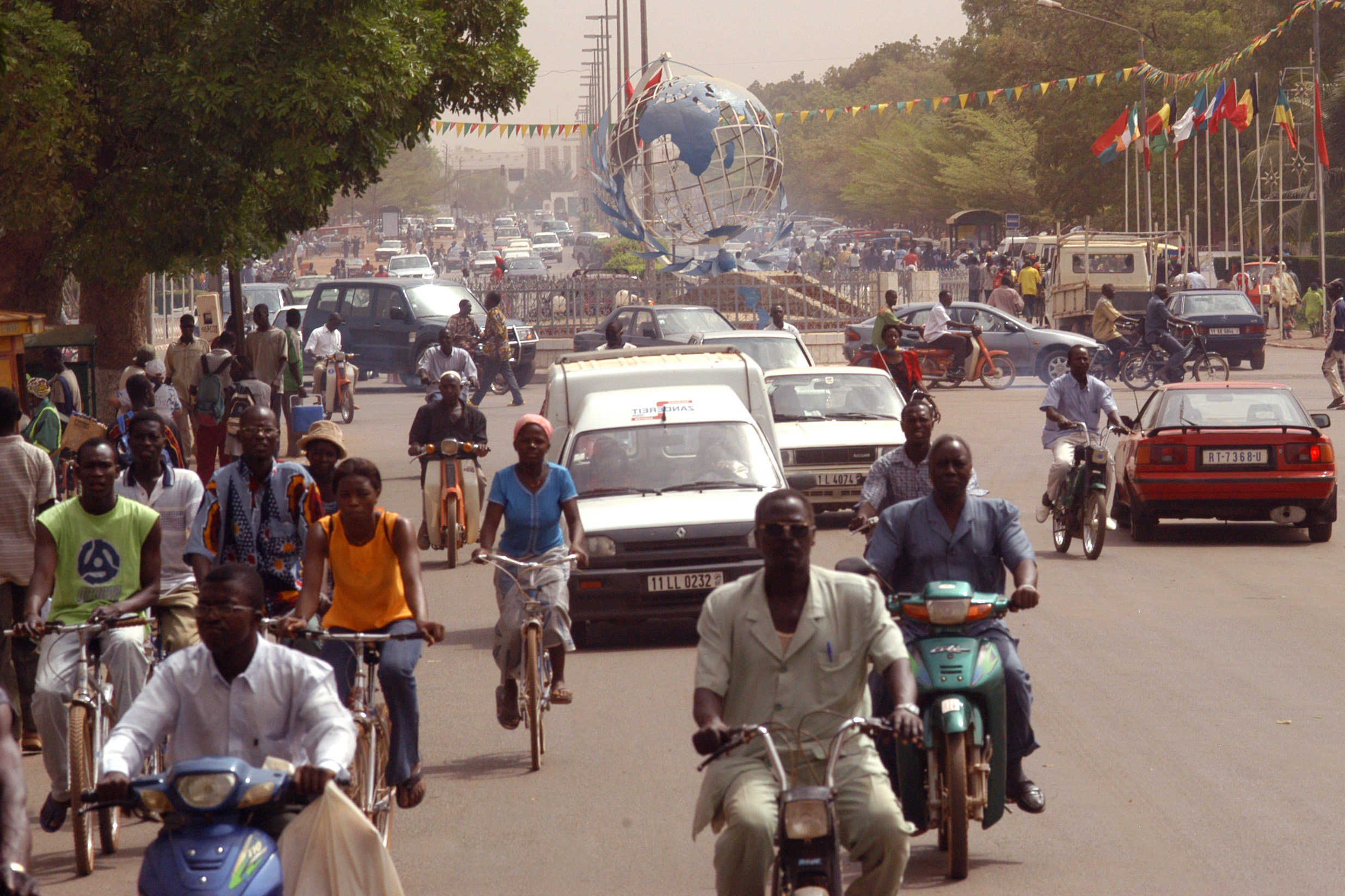
Trànsit urbà a la Place des Nations Unies, al centre de la ciutat

Louis-Gustave Binger hi entra el vespre del divendres 15 de juny de 1888 i en deixa una llarga descripció. Sanem el rep per obligació, però no triga gaire a mostrar el seu desig que se'n vagi. També li impedeix continuar el recorregut previst. Binger va decidir llavors tornar a Boukary Koutou i va abandonar la ciutat el 10 de juliol.
La ciutat va créixer al voltant del palau imperial del Moro-Naba, l'antic emperador mossi. De capital de l'Imperi Mossi va passar a ser el centre administratiu del govern colonial francès, que el 1919 va crear l'Alt Volta, amb capital a Ouagadougou, una colònia subdividida en altres de menors el 1932 de la qual sortirien Sudan (Mali), Níger i Costa d'Ivori i que englobaven, des de 1947, els territoris de l'Àfrica Occidental Francesa en els quals s'incloïa Burkina. La ciutat perd la seva preeminència durant els anys de divisió del territori (1932-1947). Quan es va reconstituir l'Alt Volta, l'administració es va traslladar de nou a Ouagadougou.
Des de l'arribada del ferrocarril, el 1954, fins a la independència (1960), la població de la ciutat es duplicarà, passant de 30.000 a més de 60,000 habitants. La necessitat de transformar l'urbanisme d'Ouagadougou es fa imprescindible. A principis de la dècada de 1970, Polycarpe Naré, alt funcionari responsable dels dominis, sota la direcció del general Garango, va crear el "Petit París". » o zona residencial de Gounghin i La zona residencial de Bois, que amplien la capital segons els estàndards moderns. A partir d'aquí, el nombre d'ouagadesos es duplicarà regularment cada deu anys: 500.000 a principis dels 90 i més de 2,5 milions el 2015. Això requerirà nous projectes de transformació urbana per a la ciutat (1.200 habitatges) de l'era Sankar a Ouaga 2000.
Amb el nou estat independent el 1960, reanomenat Burkina Faso el 1984, va ser-ne la capital. Els últims anys ha experimentat un gran creixement. El mercat central de la ciutat, el més important del país, va quedar parcialment devastat per un gegantí incendi el dimarts 27 de maig, i amb l'escassetat d'aigua que la ciutat havia patit els darrers tres mesos, els bombers van trigar vuit hores a contenir el foc.
La nit del 31 d'agost a l'1 de setembre de 2009 van caure abundants pluges que van fer que, als barris més pobres al voltant de la capital, unes 150.000 persones haguessin d'abandonar les seves cases a causa de la pujada de les aigües.

### Aixecament burkinès de 2014
El 30 de setembre a Ouagadougou es va produir l'Aixecament burkinès de 2014 en el qual hi va haver manifestacions en massa contra l'intent del president de reformar la Constitució de Burkina Faso per a poder presentar-se a la reelecció del govern. Aquest aixecament va concloure amb la dimissió de l'antic president Blaise Compaoré i la presa del poder com a president interí per part del tinent-coronel Isaac Zida. Segons el diari Burkina 24 la ciutat d'Ouagadougou va tornar a fer vida normal el dilluns 3 de novembre després d'una setmana de convulsions. Aquest dia les botigues, bancs i restaurants, així com les escoles, van tornar a obrir les portes.

### A partir de 2016
Els atemptats a Ouagadougou del 15 de gener de 2016 va deixar almenys 30 morts i una trentena de ferits. A les 19 h 45, homes armats van atacar el bar Taxi Brousse, el restaurant Le Cappuccino i l'hotel Splendid al centre d'Ouagadougou a l'avinguda Kwamé N'Krumah. Aquests llocs són freqüentats principalment per estrangers. L'atac terrorista és reivindicat per Al-Qaida del Magrib Islàmic (AQMI). Arran d'aquests fets es van decretar tres dies de dol nacional. La ciutat es torna a veure afectada pel terrorisme la nit del 13 al 14 d'agost de 2017. Un atac colpeja un cafè-restaurant -Cafè Aziz Istanbul- situat a 200 m de Cappucino i mata 20 persones, divuit civils i els dos agressors.
Un nou atac va tenir lloc el divendres 2 de març de 2018 al quarter general de l'exèrcit al centre de la ciutat. El balanç va ser de 8 morts a les forces de defensa i seguretat i prop de 80 ferits.

## Demografia
La ciutat és la més poblada de Burkina faso, i tenia 2.453.496 habitants el 2020, que doblen els 1.200.000 habitants que tenia el 2005.

## Persones notables
- Michel Kafando, actual president interí de Burkina Faso.

## Ciutats agermanades
- Grenoble (França)
- al-Kuwait (Kuwait)
- Leuze-en-Hainaut (Bèlgica)
- Lió (França)
- Quebec (Canadà)
- San Miniato (Itàlia)
- Torí (Itàlia)